# آباتو (کالیفرنیا)
آباتو، کالیفرنیا (به انگلیسی: Abbato, California) در ایالات متحده آمریکا است که در کالیفرنیا واقع شده‌است.